# Shopping Queen
Shopping Queen (kurz SQ) ist eine Doku-Soap, die seit dem 30. Januar 2012 montags bis freitags von VOX ausgestrahlt wird. Die Moderation hat Guido Maria Kretschmer; die Off-Stimme wird von Thorsten Schorn gesprochen. Seit April 2012 gibt es unregelmäßig eine Version mit prominenten Kandidaten.

## Konzept
Shopping Queen ist eine Doku-Soap, für die sich Frauen aus ganz Deutschland bewerben können. Seltener gibt es auch männliche Teilnehmer. Jede Woche zieht die Show in eine andere Stadt und kürt deren „Shopping Queen“. Pro Woche treten fünf Teilnehmerinnen an, die alle ein gemeinsames Thema vorgegeben bekommen, nach dem sie sich kleiden sollen. Sie bekommen in der Regel 500 Euro Budget und dürfen damit innerhalb von vier Stunden im Raum der Stadt, in der die Show gerade stattfindet, Kleidung, Schuhe und Accessoires kaufen, sich frisieren und schminken lassen. Jeden Tag wird eine andere Teilnehmerin dabei gefilmt, während die Konkurrentinnen sich in deren Wohnung umsehen dürfen. Die Teilnehmerinnen müssen sich am Ende jeden Tages auf einer Skala von 0 bis 10 gegenseitig bewerten. Am Ende der Woche bewertet Juror Guido Maria Kretschmer alle Teilnehmerinnen. Die Beste wird zur „Shopping Queen“ ihrer Stadt ernannt und bekommt ein Preisgeld von 1000 Euro oder einen Sachpreis, wie zum Beispiel eine Chanel-Tasche im Wert von 4000 Euro.

## Ausstrahlungsübersicht
| Jahr | Folgen | Jahresauftakt | Jahresabschluss | Zuschauer | Zuschauer       | Marktanteil | Marktanteil     |
| Jahr | Folgen | Jahresauftakt | Jahresabschluss | Gesamt    | 14 bis 49 Jahre | Gesamt      | 14 bis 49 Jahre |
| ---- | ------ | ------------- | --------------- | --------- | --------------- | ----------- | --------------- |
| 2012 | 20     | 30. Jan. 2012 | 24. Feb. 2012   | 0,4 Mio.  | 0,27 Mio.       | 3,2 %       | 6,5 %           |
| 2012 | 162    | 23. Apr. 2012 | 21. Dez. 2012   | 0,6 Mio.  | 0,29 Mio.       | 3,4 %       | 6,7 %           |
| 2013 | 194    | 2. Jan. 2013  | 13. Dez. 2013   | 1,0 Mio.  | 0,33 Mio.       | 3,8 %       | 7,1 %           |
| 2014 | 193    | 13. Jan. 2014 | 12. Dez. 2014   | 1,4 Mio.  | 0,37 Mio.       | 4,2 %       | 7,5 %           |
| 2015 | 202    | 12. Jan. 2015 | 23. Dez. 2015   | 1,7 Mio.  | 0,40 Mio.       | 4,5 %       | 7,8 %           |
| 2016 | 247    | 4. Jan. 2016  | 30. Dez. 2016   |           |                 |             |                 |
| 2017 | 226    | 2. Jan. 2017  | 29. Dez. 2017   |           |                 |             |                 |
| 2018 | 218    | 2. Jan. 2018  | 23. Dez. 2018   |           |                 |             |                 |
| 2019 | 219    | 7. Jan. 2019  | 22. Dez. 2019   |           |                 |             |                 |
| 2020 | 183    | 6. Jan. 2020  | 18. Dez. 2020   |           |                 |             |                 |
| 2021 | 211    | 4. Jan 2021   | 23. Dez. 2021   |           |                 |             |                 |
| 2022 |        | 10. Jan. 2022 |                 |           |                 |             |                 |

Eine komplette Woche wird jeweils samstags ab 13:00 oder 14:00 Uhr wiederholt.

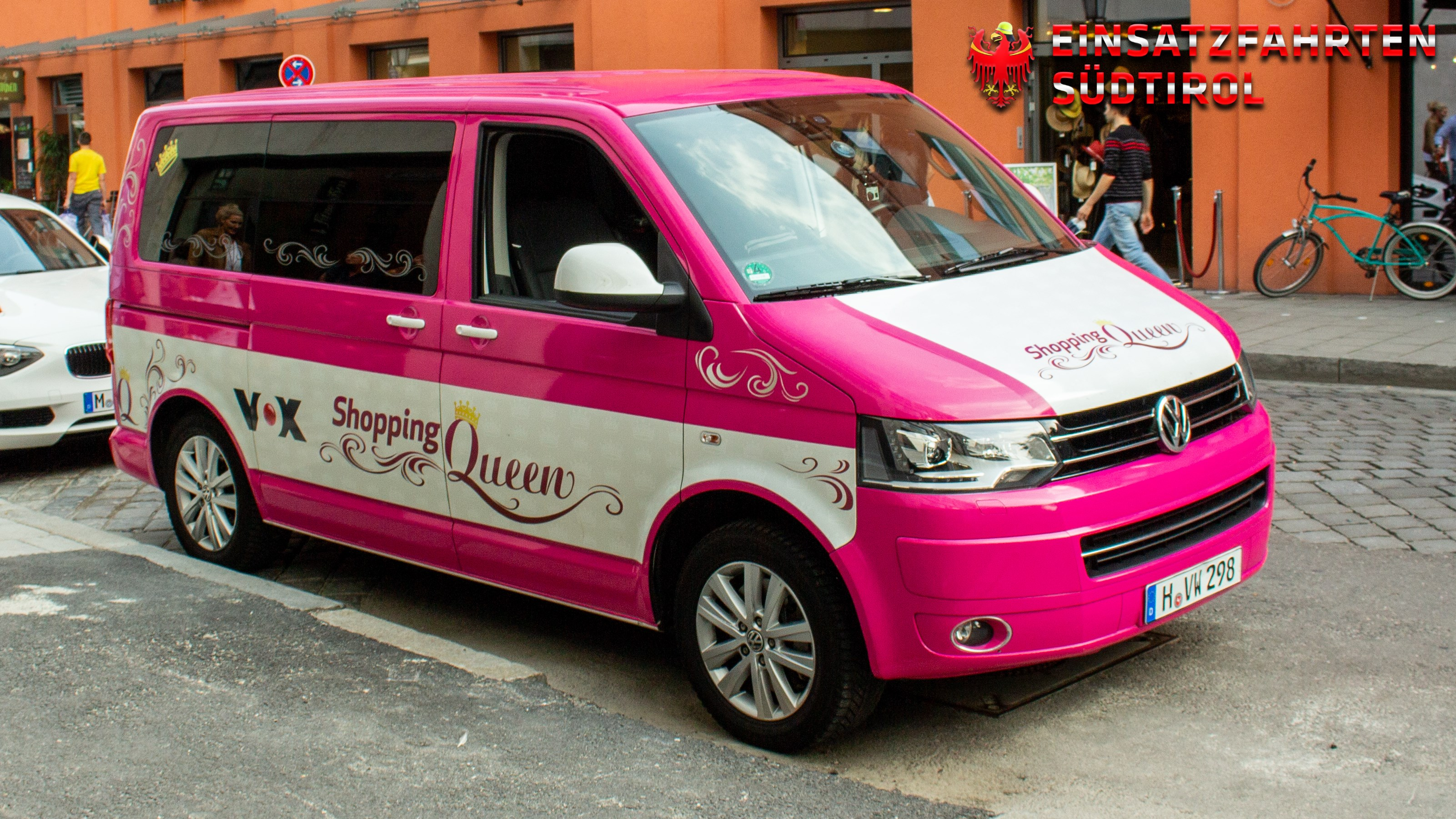
Der Shopping-Queen-Bus in München

## Spezialsendungen

### Mutter-Tochter-Spezial
Vom 1. bis 5. Oktober 2012 lief ein Mutter-Tochter-Spezial zum Thema „Auf dem Standesamt! Seid das perfekte Mutter-Tochter-Gespann!“. In dieser Woche liefen zum ersten Mal zwei Personen an einem Tag über den Laufsteg und teilten sich ein Budget von 1000 Euro.
Ein weiteres Mutter-Tochter-Spezial wurde vom 5. bis zum 9. Mai 2014 ausgestrahlt. Das Thema war „2 Looks auf einen Streich – interpretiere das gleiche Kleidungsstück auf unterschiedliche Art!“.

### Pärchen-Spezial
Vom 2. bis 4. Januar 2013 gab es ein Pärchen-Spezial mit dem Motto „Vorbei am Türsteher! Euer Auftritt im angesagtesten Club der Stadt!“. Jeweils ein Paar ging gemeinsam mit einem Budget von 1000 Euro und fünf Stunden Zeit shoppen.

### Shopping Queen des Jahres
Am 15. Dezember 2013 wurde erstmals die „Shopping Queen des Jahres“ gekürt. Im Finale standen die Shopping Queens aus Hamburg – das Tattoo-Model Nina Meyer, die Kölner Eventmanagerin Aleksandra Ivkovic, die Bochumerin Jessica Nowak und Finanz-Sachbearbeiterin Birgit Rieger aus Berlin. Das Motto der Ausgabe lautete Kreiere deinen Trendlook 2014! Sei kreativ, aber verkleide dich nicht! Unterstützung erhielten die Kandidatinnen von den prominenten Shopping-Beraterinnen Marijke Amado, Ruth Moschner, Natascha Ochsenknecht und Rebecca Mir. Das Tattoo-Model Nina konnte das Finale für sich entscheiden und wurde von Guido Maria Kretschmer zur „Shopping Queen 2013“ gekürt. Am 21. Dezember 2014 gewann die damals 60-jährige Hebamme Rose-Marie aus Bonn das Finale und war damit „Shopping Queen 2014“. Am 18. Dezember 2016 wurde Babs aus Ulm die vierte Shopping-Queen des Jahres. 2018 erhielten die vier Siegerinnen prominente Unterstützung von Sıla Şahin, Patricia Kelly, Bonnie Strange und Anouschka Renzi. Am Ende gewann Luisa Verfürth aus Hannover den Titel „Shopping Queen 2018“.

### Männer-Spezial
Vom 27. bis 31. Januar 2014 lief die erste Männer-Spezial-Sendung zum Motto „Herr der Ringe – Finde das perfekte Outfit für deinen Heiratsantrag!“ in Berlin. In dieser Woche traten vier Männer gegeneinander an.

### Zwillings-Spezial
Vom 10. bis 13. April 2017 lief eine Spezialfolge, in der jede Kandidatin mit ihrer Zwillingsschwester zusammen ein Outfit zum Motto „Doppelte Hottchen – kreiert den perfekten Zwillingslook!“. Gegeneinander an traten die Zwillinge Claudia und Carmen, Conni und Manni, Darja und Celin, Nicole und Nadine.

### Shopping Queen auf hoher See Spezial
Am 27. Januar 2019 lief eine Spezialfolge mit vier Kandidatinnen, die auf einer Kreuzfahrt im Mittelmeer in den Städten Palma de Mallorca, Rom, Pisa und Barcelona zum Motto „Luftig, leicht, leger – das trägt Frau am Mittelmeer!“ ein Outfit zusammenstellen konnten. Dazu wurde das Budget auf 1000 Euro angehoben.
Am 26. Januar 2020 lief eine zweite Ausgabe mit ebenfalls vier Kandidatinnen, die auf einer Kreuzfahrt im Mittelmeer in den Städten Palma de Mallorca, Rom, Barcelona und Marseille zum Motto „Hola, Ciao, Bonsoir! Sei mit deinem mediterranen Outfit der Star!“ ein Outfit zusammenstellen konnten. Dazu wurde das Budget wieder auf 1000 Euro angehoben. Die Kandidatinnen erhielten prominente Unterstützung durch Verona Pooth, Massimo Sinato, Evelyn Burdecki und Mirja du Mont.

### Drag Queens
Am 14. Juni 2020 wurde eine Spezialfolge unter dem Motto „Drag Around the World - Kreiere einen Look inspiriert von den schillerndsten Metropol“ ausgestrahlt. Dafür wurden den vier teilnehmenden Dragqueens jeweils eine Metropole von Guido Maria Kretschmer zugewiesen, zu der sie sich passend stylen sollten. Pam Pengco erhielt Las Vegas, Barbie Breakout erhielt New York City, Absinthia Absolut erhielt Tokio und Stella deStroy erhielt London.

## Folgen
| Erstausstrahlung      | Folgen    | Thema | Stadt/Region         |
| --------------------- | --------- | --- | -------------------- |
| 30.01.2012–03.02.2012 | 1–5       | Erstes Date! | Berlin               |
| 06.02.2012–10.02.2012 | 6–10      | Cocktailparty! | Düsseldorf           |
| 13.02.2012–17.02.2012 | 11–15     | Trauzeugin gesucht! | Essen                |
| 20.02.2012–24.02.2012 | 16–20     | Sei ein Star auf dem Roten Teppich                                                                                              | Hamburg              |
| 23.04.2012–27.04.2012 | 21–25     | Femme Fatale! Wickle einen Mann um den Finger!                                                                                  | Bremen               |
| 30.04.2012–04.05.2012 | 26–29     | Drin ist, wer in ist! – Mach dich schick für den angesagtesten Club der Stadt                                                   | Köln                 |
| 07.05.2012–11.05.2012 | 30–34     | Braut für einen Tag! Feier deine Traumhochzeit!                                                                                 | Stuttgart            |
| 14.05.2012–18.05.2012 | 35–38     | Jahrgangstreffen! Beeindrucke deine alte Klasse!                                                                                | Dortmund             |
| 21.05.2012–25.05.2012 | 39–43     | 10 Zentimeter sind Pflicht! Sorge auf High Heels für einen unvergesslichen Auftritt!                                            | Leipzig              |
| 29.05.2012–01.06.2012 | 44–47     | Blind Date! Gestylt ins Abenteuer!                                                                                              | Frankfurt am Main    |
| 04.06.2012–08.06.2012 | 48–52     | New York City! Style dich zum Shoppingtrip mit deinen Mädels!                                                                   | Hamburg              |
| 11.06.2012–15.06.2012 | 53–57     | Ibiza Beach Party – Sei das heißeste Girl am Strand!                                                                            | Berlin               |
| 18.06.2012–22.06.2012 | 58–62     | In der VIP-Lounge bei der Fußball-EM! Sei die perfekte Spielerfrau!                                                             | Bochum               |
| 25.06.2012–29.06.2012 | 63–67     | O’zapft is! Sei das fescheste Madl im Biergarten!                                                                               | München              |
| 02.07.2012–06.07.2012 | 68–72     | In der ersten Reihe auf der Fashion Week                                                                                        | Nürnberg             |
| 16.07.2012–20.07.2012 | 73–77     | Picknick im Grünen! Beeindrucke Deinen Schwarm beim romantischen Date!                                                          | Aachen               |
| 23.07.2012–27.07.2012 | 78–82     | Traumjob zu vergeben! Zieh’ dich an für’s Vorstellungsgespräch!                                                                 | Ruhrgebiet           |
| 06.08.2012–10.08.2012 | 83–87     | Sei ein Star auf dem Roten Teppich                                                                                              | Hamburg              |
| 13.08.2012–17.08.2012 | 88–92     | Welcome to St. Tropez – Style dich für einen Bootstrip auf einer Luxusjacht!                                                    | Wiesbaden            |
| 20.08.2012–24.08.2012 | 93–97     | Hut ist Pflicht! Du bist Gast auf einer Landhochzeit                                                                            | Düsseldorf           |
| 27.08.2012–31.08.2012 | 98–102    | Schwiegermutter-Alarm! Das erste Treffen mit seinen Eltern!                                                                     | München              |
| 03.09.2012–07.09.2012 | 103–107   | Sexy Vamp! Verführe den Mann deiner Träume!                                                                                     | Karlsruhe            |
| 10.09.2012–14.09.2012 | 108–112   | AC/DC oder Zillertaler Schürzenjäger! Style dich für ein Konzert deiner Lieblingsband!                                          | Berlin               |
| 17.09.2012–21.09.2012 | 113–117   | Woodstock! Style dich für eine hippe Flower-Power-Party!                                                                        | Köln                 |
| 24.09.2012–28.09.2012 | 118–122   | Prinzessin gesucht! Sei die perfekte Frau an Adels Seite!                                                                       | Hannover             |
| 01.10.2012–05.10.2012 | 123–126   | Auf dem Standesamt! Seid das perfekte Mutter-Tochter-Gespann!                                                                   | Hamburg              |
| 08.10.2012–12.10.2012 | 127–131   | Sexy Dekolleté – verdreh deinem Schwarm den Kopf!                                                                               | Frankfurt am Main    |
| 15.10.2012–19.10.2012 | 132–136   | Jeans Queen – finde deinen perfekten Denimlook!                                                                                 | Leipzig              |
| 22.10.2012–26.10.2012 | 137–141   | Der Herbst kann kommen – Stiefel sind ein Muss!                                                                                 | Lübeck               |
| 29.10.2012–02.11.2012 | 142–146   | Agentenfieber – Verführe James Bond!                                                                                            | Berlin               |
| 05.11.2012–09.11.2012 | 147–151   | Der Herbst ist da – Überzeuge im trendigen Mantel!                                                                              | Hamburg              |
| 12.11.2012–16.11.2012 | 152–156   | Ab in die Oper! Ob kurz oder lang – Hauptsache klassisch!                                                                       | Bonn                 |
| 19.11.2012–23.11.2012 | 157–161   | Schick in Strick! Gewappnet für die kalte Jahreszeit!                                                                           | Stuttgart            |
| 26.11.2012–30.11.2012 | 162–166   | Mut zum Mustermix! Karos, Streifen, Punkte – alles ist erlaubt!                                                                 | Berlin               |
| 03.12.2012–07.12.2012 | 167–171   | Romantisches Abendessen zum Jahrestag! – Zeige deinem Mann, wie sexy du bist!                                                   | Hannover             |
| 10.12.2012–14.12.2012 | 172–176   | Weihnachtsfeier mit der ganzen Familie! Finde das passende Outfit!                                                              | Münster              |
| 17.12.2012–21.12.2012 | 177–181   | Happy New Year! Sei der Kracher auf der Silvesterparty!                                                                         | Köln                 |
| 02.01.2013–04.01.2013 | 182–184   | Vorbei am Türsteher! Euer Auftritt im angesagtesten Club der Stadt! (Pärchenspecial)                                            | München              |
| 14.01.2013–18.01.2013 | 185–189   | Ein Trend mit Durchblick! Überzeuge im angesagten Spitzenlook!                                                                  | Düsseldorf           |
| 21.01.2013–25.01.2013 | 190–194   | Ein Kuschelabend vor dem Kamin – Kaufe ein knisterndes Outfit für einen Abend zu zweit!                                         | München              |
| 28.01.2013–01.02.2013 | 195–199   | Schicht für Schicht ein Gedicht! Kleide dich im Lagenlook!                                                                      | Essen                |
| 04.02.2013–08.02.2013 | 200–204   | Stiefelette oder Ankleboot – Dieser Schuh lässt dein Herz höher schlagen!                                                       | Bremen               |
| 11.02.2013–15.02.2013 | 205–209   | Valentinstag! Verführe deinen Liebsten bei einem romantischen Date!                                                             | Berlin               |
| 18.02.2013–22.02.2013 | 210–214   | Auf dem roten Teppich bei der Oscar-Verleihung! Stelle die Stars in den Schatten!                                               | Hamburg              |
| 25.02.2013–01.03.2013 | 215–219   | Vom Schopper bis zur Clutch – Kreiere ein Outfit zu deiner neuen Lieblingstasche!                                               | Köln                 |
| 11.03.2013–15.03.2013 | 220–224   | Blazer einmal anders! Style dich für eine hippe After-Work-Party!                                                               | Frankfurt am Main    |
| 18.03.2013–22.03.2013 | 225–229   | Dangerous Woman – Sei der Star auf der Tanzfläche im schicksten Club der Stadt!                                                 | Dortmund             |
| 25.03.2013–28.03.2013 | 230–233   | Osterspaziergang – Finde das passende Frühlingsoutfit!                                                                          | Wiesbaden            |
| 02.04.2013–05.04.2013 | 234–237   | Frühlingstrend Pastell: Sorge mit einem farbenfrohen Outfit für gute Laune!                                                     | Nürnberg             |
| 08.04.2013–12.04.2013 | 238–242   | Ob Stilettos, Peeptoes oder Plateau-Pumps – Setze dich und deine neuen High Heel in Szene!                                      | Dresden              |
| 15.04.2013–19.04.2013 | 243–247   | Blickfang Lederjacke: Kreiere ein Outfit rund um dein neues Lieblingsteil!                                                      | Hamburg              |
| 22.04.2013–26.04.2013 | 248–252   | Geschüttelt oder gerührt – Style dich für eine elegante Cocktailparty!                                                          | Hannover             |
| 29.04.2013–03.05.2013 | 253–257   | Sommer, Sonne, Sonnenbrille! Sei der Hingucker im Straßencafé!                                                                  | München              |
| 06.05.2013–10.05.2013 | 258–261   | Verliebt, verlobt, verheiratet! Verzaubere im Hochzeitskleid deiner Träume!                                                     | Düsseldorf           |
| 21.05.2013–24.05.2013 | 262–265   | Stil kennt keine Größe! Style dich für eine Sommerparty am Wannsee                                                              | Berlin               |
| 27.05.2013–31.05.2013 | 266–270   | Mini, Midi, Maxi: Zeige, was Röcke alles können!                                                                                | Aachen               |
| 03.06.2013–07.06.2013 | 271–275   | Prinzessin Madeleine lädt zur Hochzeit! Beweise Stilgefühl mit Hut!                                                             | Freiburg im Breisgau |
| 10.06.2013–14.06.2013 | 276–280   | Das neue Sommer-Duo: Style dich in Weiß und Gold!                                                                               | Frankfurt am Main    |
| 17.06.2013–21.06.2013 | 281–285   | Shopping Queen Ahoi! Verdrehe den Matrosen im angesagten Matrosenlook den Kopf!                                                 | Hamburg              |
| 01.07.2013–05.07.2013 | 286–290   | Ciao Bella! Verzaubere Italien mit deinem neuen Sommenkleid!                                                                    | Berlin               |
| 08.07.2013–12.07.2013 | 291–295   | Ob kurz, dreiviertel oder lang – betone deine Beine im trendigen Hosenlook!                                                     | Bochum               |
| 26.08.2013–30.08.2013 | 296–300   | Der schönste Tag im Leben deiner Freundin – sei die Trauzeugin der Herzen!                                                      | Kiel                 |
| 02.09.2013–06.09.2013 | 301–305   | Zeigt her eure Füße! Verzaubert im Sommerschuh mit perfekt lackierten Nägeln!                                                   | Hannover             |
| 02.09.2013–06.09.2013 | 306–310   | Ein Taschen-Traum wird war: Kreiere dein perfektes Outfit zum Chanel-Klassiker                                                  | Düsseldorf           |
| 09.09.2013–13.09.2013 | 311–315   | Grell, greller, Neon. Style dich im angesagten Farbtrend!                                                                       | Essen                |
| 16.09.2013–20.09.2013 | 316–320   | Luftig, leicht und trendy! Werde zum Hingucker auf der Beachparty!                                                              | Köln                 |
| 23.09.2013–27.09.2013 | 321–325   | Eleganz ist Trumpf – Ziehe die Blicke beim Pferderennen auf dich!                                                               | Baden-Baden          |
| 30.09.2013–04.10.2013 | 326–330   | AC/DC oder Zillertaler Schürzenjäger! Style dich für ein Konzert deiner Lieblingsband!                                          | Berlin               |
| 07.10.2013–11.10.2013 | 331–335   | Über den Dächern der Stadt: Style dich für eine angesagte Rooftop-Party!                                                        | München              |
| 14.10.2013–18.10.2013 | 336–340   | Auf Safari im Großstadt-Dschungel – Style dich im angesagten Animal-Print!                                                      | Hamburg              |
| 21.10.2013–25.10.2013 | 341–345   | Sissi und Franz bitten zum Tanz – verzaubere Wien mit einem atemberaubenden Ballkleid!                                          | Wien                 |
| 04.11.2013–08.11.2013 | 346–350   | Plus Size bei Kerzenschein: Sei der Hingucker beim ersten Date!                                                                 | Köln                 |
| 11.11.2013–15.11.2013 | 351–355   | Blusenwunder – Erfinde den Klassiker neu und überzeuge in einer trendigen Bluse!                                                | Bremen               |
| 18.11.2013–22.11.2013 | 356–360   | Auf Schritt und Tritt – Zeige, mit welchem Schuh du durch den Herbst gehst!                                                     | Münster              |
| 25.11.2013–29.11.2013 | 361–365   | Warm up! Überzeuge in deinem neuen Herbstmantel!                                                                                | Köln                 |
| 02.12.2013–06.12.2013 | 366–370   | Mamma Mia – Style dich für das erste Kennenlernen mit deiner Schwiegermutter!                                                   | Berlin               |
| 09.12.2013–13.12.2013 | 371–375   | Blickfang Haare! Finde den passenden Silvester-Look rund um eine aufregende Frisur!                                             | Hamburg              |
| 15.12.2013            | 376       | Guidos Shopping Queen des Jahres 2013                                                                                           |                      |
| 13.01.2014–17.01.2014 | 377–381   | Es ist Fashion Week und du bist Gast bei meiner Show! Sei der Hingucker neben dem Laufsteg!                                     | Frankfurt am Main    |
| 20.01.2014–24.01.2014 | 382–386   | Warm ums Herz: Präsentiere deinen neuen Cardigan für die kalte Jahreszeit                                                       | Nürnberg             |
| 27.01.2014–31.01.2014 | 387–391   | Herr der Ringe – Finde das perfekte Outfit für deinen Heiratsantrag! (Männer-Spezial)                                           | Berlin               |
| 03.02.2014–07.02.2014 | 392–396   | Ob grob oder fein, Strick soll es sein!                                                                                         | Dortmund             |
| 10.02.2014–14.02.2014 | 397–401   | Be My Valentine! Triff mit deinem Valentinsoutfit deinen Schwarm mitten ins Herz!                                               | Hamburg              |
| 24.02.2014–28.02.2014 | 402–406   | And the Oscar Goes to… Übertrumpfe die Stars mit deinem Look auf dem roten Teppich!                                             | Düsseldorf           |
| 03.03.2014–07.03.2014 | 407–411   | Kontrastprogramm: Style dich in schwarz und weiß!                                                                               | Bonn                 |
| 10.03.2014–14.03.2014 | 412–416   | Morgens Business, abends Party – präsentiere ein Outfit, das sich im Handumdrehen verwandeln lässt!                             | München              |
| 17.03.2014–21.03.2014 | 417–421   | Hand in Hand mit deiner Tasche – zeige was dein Lieblingsaccessoire alles kann!                                                 | Kiel                 |
| 24.03.2014–28.03.2014 | 422–426   | Klein aber oho – zeige, dass man mit dem kleinen Schwarzen immer richtig angezogen ist!                                         | Stuttgart            |
| 31.03.2014–04.04.2014 | 427–431   | Mit Liebe zum Detail – Setze ein Statement mit deinem neuen Schmuckstück!                                                       | Lübeck               |
| 07.04.2014–11.04.2014 | 432–436   | Ladies Night – Finde das perfekte Outfit für einen unvergesslichen Mädelsabend!                                                 | Berlin               |
| 28.04.2014–02.05.2014 | 437–441   | Auf Tuchfühlung! Kreiere den perfekten Look rund um dein neues Lieblingstuch!                                                   | Leipzig              |
| 05.05.2014–09.05.2014 | 442–446   | 2 Looks auf einen Streich – interpretiere das gleiche Kleidungsstück auf unterschiedliche Art!                                  | Hamburg              |
| 12.05.2014–16.05.2014 | 447–451   | Blaues Wunder – Finde das perfekte Outfit zu deinem neuen Jeansteil!                                                            | Essen                |
| 19.05.2014–23.05.2014 | 452–456   | Zurück in die Zukunft – kreiere ein modernes Outfit rund um ein Vintage-Teil!                                                   | München              |
| 26.05.2014–30.05.2014 | 457–461   | Zu Gast auf einer Taufe – Zeige, dass du als Patentante auch modisch ein Vorbild bist!                                          | Köln                 |
| 02.06.2014–06.06.2014 | 462–466   | Spieglein, Spieglein an der Wand – sei die schönste Braut im ganzen Land!                                                       | Berlin               |
| 10.06.2014–13.06.2014 | 467–470   | Pretty in Pink – Setze Akzente in deiner neuen Lieblingsfarbe!                                                                  | Stuttgart            |
| 16.06.2014–20.06.2014 | 471–475   | Auf zur WM! Finde das perfekte Outfit für eine Reise nach Rio de Janeiro!                                                       | Düsseldorf           |
| 23.06.2014–27.06.2014 | 476–480   | Blütenpracht – überzeuge im floralen Look!                                                                                      | Bonn                 |
| 30.06.2014–04.07.2014 | 481–485   | Von der Straße auf den Laufsteg – beweise Stilgefühl mit deinen neuen Lieblingssneakern!                                        | Hamburg              |
| 07.07.2014–11.07.2014 | 486–490   | Auf ganzer Linie – Setze den Streifentrend gekonnt in Szene!                                                                    | Nürnberg             |
| 14.07.2014–18.07.2014 | 491–495   | Splish Splash – Finde das perfekte Outfit für eine angesagte Poolparty!                                                         | Wien                 |
| 21.07.2014–25.07.2014 | 496–500   | Gelb regiert die Welt – Setze die Trendfarbe gekonnt in Szene!                                                                  | Wiesbaden/Mainz      |
| 25.08.2014–29.08.2014 | 501–505   | Trauzeugin der Herzen – kreiere ein Outfit für die Hochzeit deiner besten Freundin!                                             | Hamburg              |
| 01.09.2014–05.09.2014 | 506–510   | Landliebe – finde ein passendes Outfit für eine Fahrt ins Grüne!                                                                | Karlsruhe            |
| 08.09.2014–12.09.2014 | 511–515   | Jubel, Trubel, Designerstück! Kreiere den perfekten Look zur Lederjacke aus meiner Kollektion!                                  | Düsseldorf           |
| 15.09.2014–19.09.2014 | 516–520   | Im Hafen der Liebe – Style dich für einen romantischen Bootsausflug!                                                            | Konstanz/Bodensee    |
| 22.09.2014–26.09.2014 | 521–525   | Stylischer Leckerbissen – Sei der Hingucker in Hensslers Restaurant!                                                            | Frankfurt am Main    |
| 29.09.2014–03.10.2014 | 526–530   | Bitte anschnallen – Setze ein Statement mit deinem neuen Lieblingsgürtel!                                                       | Stuttgart            |
| 13.10.2014–17.10.2014 | 531–535   | Heiter bis wolkig – Beweise Stilgefühl bei Wind und Wetter!                                                                     | Berlin               |
| 20.10.2014–24.10.2014 | 536–540   | Star Alarm! – Style dich für ein Konzert von Kylie Minogue!                                                                     | Hamburg              |
| 27.10.2014–31.10.2014 | 541–545   | Auf der Hut – kreiere einen Look rund um eine stylische Kopfbedeckung!                                                          | München              |
| 03.11.2014–07.11.2014 | 546–550   | Stylen für den guten Zweck – finde das perfekte Outfit für ein Charity Event!                                                   | Aachen               |
| 10.11.2014–14.11.2014 | 551–555   | Lieblingsstück – Kreiere einen neuen Look mit einem Teil aus deinem Kleiderschrank!                                             | Augsburg             |
| 17.11.2014–21.11.2014 | 556–560   | Weiß ist heiß – Zeige, was der Blusenklassiker alles kann!                                                                      | Hannover             |
| 24.11.2014–28.11.2014 | 561–565   | Metropolen-Look – Bringe den Streetstyle angesagter Städte auf den Laufsteg!                                                    | München              |
| 01.12.2014–05.12.2014 | 566–570   | Traumpaar gesucht! Finde den perfekten Winterschuh für die kalte Jahreszeit!                                                    | Düsseldorf           |
| 08.12.2014–12.12.2014 | 571–575   | Schöne Bescherung! Finde das perfekte Outfit für Heiligabend mit der Familie!                                                   | Köln                 |
| 21.12.2014            | 576       | Guidos Shopping Queen des Jahres 2014                                                                                           |                      |
| 12.01.2015–16.01.2015 | 577–581   | Eisprinzessin! Beweise Stilgefühl auf der Schlittschuhbahn                                                                      | Berlin               |
| 19.01.2015–23.01.2015 | 582–586   | Frostfrei! Finde das perfekte Outfit zu deiner neuen Winterjacke                                                                | Bremen               |
| 26.01.2015–30.01.2015 | 587–591   | Jetzt wird’s kuschelig – Finde den perfekten Look für einen romantischen Hüttenabend                                            | München              |
| 02.02.2015–06.02.2015 | 592–596   | Der Style liegt im Detail – Präsentiere deine Winteraccessoires!                                                                | Wiesbaden            |
| 09.02.2015–13.02.2015 | 597–601   | Zurück zum ersten Date – Wie würdest du dich heute anziehen, wenn du deinen Schatz noch einmal zum ersten Date treffen würdest? | Köln                 |
| 16.02.2015–20.02.2015 | 602–606   | Viva Mallorca! Kreiere den ultimativen Partylook für die Insel!                                                                 | Mallorca             |
| 23.02.2015–27.02.2015 | 607–611   | Stylisch durch den Winter – Ziehe die Blicke in deinem neuen Lieblingspulli auf dich!                                           | Düsseldorf           |
| 02.03.2015–06.03.2015 | 612–616   | Eine Frau für alle Fälle – Verwandle dich von der perfekten Schwiegertochter zur Femme Fatale!                                  | Berlin               |
| 09.03.2015–13.03.2015 | 617–621   | Jeder will Leder – finde das perfekte Outfit zu einem Lederteil deiner Wahl!                                                    | Mannheim/Heidelberg  |
| 23.03.2015–27.03.2015 | 622–626   | Maximaler Style – Komme mit deinem Oversize-Look groß raus!                                                                     | München              |
| 07.04.2015–10.04.2015 | 627–630   | Rock around the clock – Starte mit deinem neuen Lieblings-Rock in den Frühling!                                                 | Kassel               |
| 13.04.2015–17.04.2015 | 631–635   | Hip Queens wear blue jeans! Kreiere einen Look rund um deine neue Jeansjacke!                                                   | Hannover             |
| 27.04.2015–01.05.2015 | 636–640   | Hoch hinaus – Tanze mit deinen neuen High Heels in den Mai!                                                                     | Berlin               |
| 04.05.2015–08.05.2015 | 641–645   | Vorhang auf für die Schokoladenseite – Kreiere einen Look, der deine Vorzüge unterstreicht!                                     | Braunschweig         |
| 11.05.2015–15.05.2015 | 646–650   | Überraschungsparty – Sei mit deinem Outfit Guidos schönstes Geburtstagsgeschenk!                                                | Münster              |
| 18.05.2015–22.05.2015 | 651–655   | Gleich und gleich gesellt sich gern – Zeige, wie spannend Ton-in-Ton-Kombinationen sein können!                                 | Hamburg              |
| 26.05.2015–29.05.2015 | 656–659   | Unter freiem Himmel – Style dich für ein BBQ mit Freunden!                                                                      | Köln                 |
| 08.06.2015–12.06.2015 | 660–664   | Von wegen Modesünde – Überzeuge mich davon, dass Leggings doch eine Lösung sein können!                                         | Düsseldorf           |
| 15.06.2015–19.06.2015 | 665–669   | So rockt der Sommer! Finde den perfekten Festival-Look!                                                                         | Würzburg             |
| 22.06.2015–26.06.2015 | 670–674   | Royale Handtasche – Zeige der Queen, wer die wahre Königin der Henkeltaschen ist!                                               | Berlin               |
| 29.06.2015–03.07.2015 | 675–679   | Nackte Tatsachen – Setze mit deinem Outfit deine Schultern gekonnt in Szene!                                                    | Saarbrücken          |
| 06.07.2015–10.07.2015 | 680–684   | Styling in voller Länge – finde das perfekte Maxikleid für den Sommer!                                                          | München              |
| 13.07.2015–17.07.2015 | 685–689   | Stroh macht froh! Finde den perfekten Sommerlook zu deinen neuen Espadrilles!                                                   | Stuttgart            |
| 27.07.2015–31.07.2015 | 690–694   | Sommerhighlights – Finde coole Accessoires für heiße Tage!                                                                      | Wuppertal            |
| 10.08.2015–14.08.2015 | 695–699   | Der Sommer auf zwei Beinen – Kombiniere einen Look rund um deine neue weiße Jeans!                                              | Kiel                 |
| 24.08.2015–28.08.2015 | 700–704   | Lass Herzen schmelzen – Style dich für ein Date im Eiscafé!                                                                     | Bonn                 |
| 31.08.2015–04.09.2015 | 705–709   | Blondinen bevorzugt – Sichere dir mit deinem Look die Zusage beim Vorstellungsgespräch!                                         | Berlin               |
| 07.09.2015–11.09.2015 | 710–714   | Stylish auf zwei Rädern – Finde den perfekten Look für eine Fahrradtour!                                                        | Oldenburg            |
| 14.09.2015–18.09.2015 | 715–719   | Trend-Comeback – Feiere mit deinem neuen Polo-Shirt die Rückkehr eines Klassikers!                                              | Hannover             |
| 21.09.2015–25.09.2015 | 720–724   | Stylischer Jahreszeitenwechsel – Nimm dein Lieblingsteil aus dem Sommer mit in den Herbst!                                      | Wiesbaden und Mainz  |
| 28.09.2015–02.10.2015 | 725–729   | Style Upgrade – Setze mit deinem neuen Blazer deinem Outfit die Krone auf!                                                      | Köln                 |
| 05.10.2015–09.10.2015 | 730–734   | Stylischer Überfall – Schnapp dir ein Teil von der Konkurrenz und kreiere damit einen neuen Look!                               | Erfurt               |
| 12.10.2015–16.10.2015 | 735–739   | Go wild – Shoppe einen aufregenden Look rund um dein neues Teil aus Wildleder!                                                  | Berlin               |
| 19.10.2015–23.10.2015 | 740–744   | Premierenfieber – Sei das heißeste Bond-Girl auf dem Roten Teppich!                                                             | Darmstadt            |
| 26.10.2015–30.10.2015 | 745–749   | Gib Gummi – Sei der Renner in deinen neuen Gummistiefeln!                                                                       | Hamburg              |
| 02.11.2015–06.11.2015 | 750–754   | Ob Hose, Pulli oder Jacke – Finde einen stylishen Look rund um dein neues Teil aus Sweat-Stoff!                                 | Essen                |
| 09.11.2015–13.11.2015 | 755–759   | Glamorous – Sei der Hingucker auf einer High Society Party!                                                                     | Stuttgart            |
| 16.11.2015–20.11.2015 | 760–764   | High Waist – Setze mit deinem Look deine Taille gekonnt in Szene!                                                               | Regensburg           |
| 23.11.2015–27.11.2015 | 764–769   | Rückendeckung – Finde den perfekten Look rund um deinen neuen Rucksack!                                                         | Berlin               |
| 30.11.2015–04.12.2015 | 770–774   | Der Style macht die Musik – Bring David Garrett mit deinem Outfit bei seinem Konzert aus dem Takt!                              | München              |
| 07.12.2015–11.12.2015 | 775–779   | Ho, Ho, Ho! – Finde den perfekten Look für deine Weihnachtsfeier!                                                               | Bremen               |
| 13.12.2015            | 780       | Guidos Shopping Queen des Jahres 2015                                                                                           |                      |
| 14.12.2015–18.12.2015 | 781–785   | Glänzend ins neue Jahr – Bezaubere mit einem glitzernden Silvesterlook!                                                         | Lübeck               |
| 21.12.2015–23.12.2015 | 786–788   | Familien–Spezial: Fashion Family – Seid die stylishste Familie beim 3D-Fotoshooting!                                            | Hamburg              |
| 28.12.2015–30.12.2015 | 789–791   | Familien-Spezial: Ein Look für die Ewigkeit – Stylt euch fürs Familien-Fotoshooting!                                            | Berlin               |
| 04.01.2016–08.01.2016 | 792–796   | Schneekönigin – style dich für eine romantische Kutschfahrt!                                                                    | Salzburg             |
| 11.01.2016–15.01.2016 | 797–801   | Großes Kino – sei der Star auf dem deutschen Filmball!                                                                          | Dortmund             |
| 18.01.2016–22.01.2016 | 802–806   | Mantelmania – kreiere einen stylischen Look rund um deinen neuen Wintermantel!                                                  | Mönchengladbach      |
| 25.01.2016–29.01.2016 | 807–811   | Black Beauty – triff mit deinem Outfit ins Schwarze!                                                                            | Augsburg             |
| 01.02.2016–05.02.2016 | 812–816   | Ay Caramba – finde den perfekten Look zu deinem neuen Poncho!                                                                   | Mannheim/Heidelberg  |
| 08.02.2016–12.02.2016 | 817–821   | Hochgeschlossen ist das neue Sexy – Finde das perfekte Outfit zum neuen Rollkragenpullover!                                     | Frankfurt am Main    |
| 15.02.2016–19.02.2016 | 822–826   | Strumpf ist Trumpf – Setze deine Beine gekonnt in Szene!                                                                        | Berlin               |
| 22.02.2016–26.02.2016 | 827–831   | EingeKLEIDet – Kreiere einen Look rund um dein neues Kleid für die kalten Tage!                                                 | Bonn                 |
| 29.02.2016–04.03.2016 | 832–836   | Totally Denim – Sei in deinem All-Over-Jeanslook der Star auf dem Laufsteg!                                                     | Aachen               |
| 07.03.2016–11.03.2016 | 837–841   | Wie der Herr, so’s Gescherr – Finde das perfekte Outfit für dich und deinen Hund!                                               | Düsseldorf           |
| 14.03.2016–18.03.2016 | 842–846   | Stichtag – setze mit deinem Outfit dein Tattoo gekonnt in Szene!                                                                | Leipzig              |
| 21.03.2016–24.03.2016 | 847–850   | Der Style-Klassiker – Kreiere einen Look rund um dein neues Etuikleid!                                                          | Münster              |
| 04.04.2016–08.04.2016 | 851–855   | Ab ins Körbchen – Setze deinen neuen BH raffiniert in Szene!                                                                    | Koblenz              |
| 11.04.2016–15.04.2016 | 856–860   | Flachgelegt – Finde den perfekten Look rund um deine neuen Ballerinas, Loafer oder Slipper!                                     | Köln                 |
| 18.04.2016–22.04.2016 | 861–865   | Singing in the Rain – Trotze mit deinem Outfit Wind und Wetter!                                                                 | Bielefeld            |
| 25.04.2016–29.04.2016 | 866–870   | Jacke wie Hose – Beweise Stilgefühl in deinem neuen Einteiler!                                                                  | Hamburg              |
| 02.05.2016–06.05.2016 | 871–875   | Queen of the Day – Finde den perfekten Muttertagslook!                                                                          | Saarbrücken          |
| 09.05.2016–13.05.2016 | 876–880   | Rose Quartz und Serenity! – Kreiere ein Frühlingsoutfit in den neuen Trendfarben!                                               | Karlsruhe            |
| 17.05.2016–20.05.2016 | 881–884   | Total verfranst – Kreiere einen Look rund um ein It-Piece mit Fransen!                                                          | Lübeck               |
| 23.05.2016–27.05.2016 | 885–889   | Weltenbummler – Style dich im angesagten Ethno-Look!                                                                            | Hannover             |
| 30.05.2016–03.06.2016 | 890–894   | Sexy Back – Setze deinen Rücken gekonnt in Szene!                                                                               | Ulm                  |
| 06.06.2016–10.06.2016 | 895–899   | EM-Fieber – Verzaubere mit deinem Look auf der Siegerparty!                                                                     | Wiesbaden/Mainz      |
| 20.06.2016–24.06.2016 | 900–904   | Eyecatcher – Ziehe mit deiner neuen Sonnenbrille alle Blicke auf dich!                                                          | Dresden              |
| 27.06.2016–01.07.2016 | 905–909   | Happy Feet – Bring deine neuen Sommerschuhe mit perfekt lackierten Nägeln groß raus!                                            | Regensburg           |
| 04.07.2016–08.07.2016 | 910–914   | La Dolce Vita – Versüße dir mit deinem neuen Kleid den Sommer!                                                                  | Nürnberg             |
| 11.07.2016–15.07.2016 | 915–919   | Aufgetaucht – Sei in deinem neuen Bikini die heißeste Badenixe am Strand!                                                       | Rostock              |
| 18.07.2016–22.07.2016 | 920–924   | Me, myself and I – präsentiere mit einer mutigen Typveränderung dein neues Ich!                                                 | Berlin               |
| 25.07.2016–29.07.2016 | 925–929   | Kurz und knackig – finde den perfekten Look rund um deine neuen Hot Pants!                                                      | Düsseldorf           |
| 01.08.2016–05.08.2016 | 930–934   | Ab in den Urlaub – kreiere einen Sommerlook rund um deine neue Tunika!                                                          | Freiburg             |
| 22.08.2016–26.08.2016 | 935–939   | Kühler Kopf – Stell’ die Konkurrenz mit deiner sommerlichen Kopfbedeckung in den Schatten!                                      | Bielefeld            |
| 29.08.2016–02.09.2016 | 940–944   | Hippie Ya Yeah! – Interpretiere mit deinem Look den Trend der 70er Jahre neu!                                                   | Essen                |
| 05.09.2016–09.09.2016 | 945–949   | Die Würfel sind gefallen! – Beweise mit deinem Outfit fürs Casino ein glückliches Händchen!                                     | Stuttgart            |
| 12.09.2016–16.09.2016 | 950–954   | Schulter frei! Präsentiere ein raffiniertes Outfit rund um deine neue Carmenbluse!                                              | München              |
| 19.09.2016–23.09.2016 | 955–959   | Bye Bye, Summer! Style dich für die angesagteste Closing Party der Stadt!                                                       | Bochum               |
| 26.09.2016–30.09.2016 | 960–964   | Auf den Schlitz getreten – Zeige mit deinem neuen Look, wie sexy Beinfreiheit sein kann!                                        | Frankfurt            |
| 03.10.2016–07.10.2016 | 965–969   | Mädchentraum – Verzaubere im angesagten Romantik-Look!                                                                          | Salzburg             |
| 10.10.2016–14.10.2016 | 970–974   | Auf ganzer Linie – Überzeuge im angesagten Streifen-Look!                                                                       | Leipzig              |
| 24.10.2016–28.10.2016 | 975–979   | Haarscharf – Finde das perfekte Outfit zu deinem neuen Haarschmuck!                                                             | Wien                 |
| 31.10.2016–04.11.2016 | 980–984   | Dress to Impress! Finde das perfekte Outfit für deinen ersten Arbeitstag!                                                       | Kiel                 |
| 07.11.2016–11.11.2016 | 985–989   | Streetstyle – Mach’ die Straße mit deinem Outfit zum Laufsteg!                                                                  | Aachen               |
| 14.11.2016–18.11.2016 | 990–994   | Blitzlichtgewitter! Style dich für ein erotisches Fotoshooting!                                                                 | Flensburg            |
| 21.11.2016–25.11.2016 | 995–999   | Kreiere den perfekten Look rund um dein neues Designer-It-Piece!                                                                | Bonn                 |
| 28.11.2016–02.12.2016 | 1000–1004 | Vintage-Fieber! Style dich für ein Swing-Konzert von Michael Bublé!                                                             | Düsseldorf           |
| 05.12.2016–09.12.2016 | 1005–1009 | Lieblingsjacke – Finde das perfekte Outfit rund um deinen neuen Winterbegleiter!                                                | Augsburg             |
| 12.12.2016–16.12.2016 | 1010–1014 | Im Modehimmel – Sei der stylischste Engel auf dem Weihnachtsmarkt!                                                              | Erfurt               |
| 18.12.2016            | 1015      | Guidos Shopping Queen des Jahres 2016                                                                                           |                      |
| 19.12.2016–23.12.2016 | 1016–1020 | Driving home for Christmas – Finde das perfekte Outfit für den Weihnachtsbrunch mit der Familie!                                | Bremen               |
| 27.12.2016–30.12.2016 | 1021–1024 | Fake Fur – Zeige, dass Kunstpelz eine stylische Alternative ist!                                                                | Dortmund             |
| 02.01.2017–06.01.2017 | 1025–1029 | Verstrickt und zugenäht – Kreiere einen aufregenden Look rund um deinen neuen Cardigan!                                         | München              |
| 09.01.2017–13.01.2017 | 1030–1034 | Ob groß oder klein, kariert soll es sein – Finde das perfekte Outfit mit Karo-Muster!                                           | Ulm                  |
| 16.01.2017–20.01.2017 | 1035–1039 | Es geht in die Verlängerung – Kreiere gekonnt ein Outfit rund um dein neues It-Piece in Überlänge!                              | Bonn                 |
| 23.01.2017–27.01.2017 | 1040–1044 | Born to be Wild – Zeige uns deine wilde Seite im angesagten Biker-Look!                                                         | Münster              |
| 30.01.2017–03.02.2017 | 1045–1049 | Jetzt wird’s heiß! Bring den roten Teppich bei der Premiere von „50 Shades of Grey“ zum Glühen!                                 | Hamburg              |
| 06.02.2017–10.02.2017 | 1050–1054 | Schee im Schnee – Sei der Hingucker in deinen neuen Schneestiefeln!                                                             | Braunschweig         |
| 13.02.2017–17.02.2017 | 1055–1059 | Happy together! – Zeigt durch ein atemberaubendes Valentinstags-Outfit, dass ihr für immer zusammengehört                       | Dresden              |
| 20.02.2017–24.02.2017 | 1060–1064 | Apres-Ski-Party – Sei das stylischste Skihaserl!                                                                                | Hannover             |
| 27.02.2017–03.03.2017 | 1065–1069 | Back to School – Style dich im angesagten College-Look!                                                                         | Koblenz              |
| 06.03.2017–10.03.2017 | 1070–1074 | Hoch im Kurs – Zeige uns, wie du deine neuen Overknees gekonnt in Szene setzt!                                                  | Rostock              |
| 13.03.2017–17.03.2017 | 1075–1079 | Kuschelweich – Kreiere das perfekte Outfit rund um ein Teil aus Kaschmir!                                                       | Augsburg             |
| 20.03.2017–24.03.2017 | 1080–1084 | Standing Ovations – Style dich für einen Musical-Abend!                                                                         | Stuttgart            |
| 27.03.2017–31.03.2017 | 1084–1089 | Bühne frei für deine Laudatio! Finde den perfekten Look für die Echo-Verleihung!                                                | Wiesbaden/Mainz      |
| 03.04.2017–07.04.2017 | 1090–1094 | Patch Me if You Can – Laufe der Konkurrenz in deinem neuen Patches-Look davon!                                                  | Köln                 |
| 10.04.2017–13.04.2017 | 1095–1098 | Doppelte Hottchen – Kreiert den perfekten Zwillingslook!                                                                        | Dresden/Berlin       |
| 24.04.2017–28.04.2017 | 1099–1103 | Voll im Trench – Kreiere einen Look rund um deinen neuen Trenchcoat!                                                            | Hamburg              |
| 01.05.2017–05.05.2017 | 1104–1108 | Frühlingserwachen – Bringe deinen Schwarm mit einem sexy Look in Wallung!                                                       | Berlin               |
| 08.05.2017–12.05.2017 | 1109–1113 | Heiß auf Weiß – Sei deiner Konkurrenz mit deinen neuen Sneakern einen Schritt voraus!                                           | Frankfurt            |
| 15.05.2017–19.05.2017 | 1114–1118 | Alles im grünen Bereich – Setze ein modisches Statement mit der neuen Trendfarbe Greenery!                                      | Mannheim/Heidelberg  |
| 22.05.2017–26.05.2017 | 1119–1123 | Body Language – Setze deinen Körper mit deinem neuen Body gekonnt in Szene!                                                     | Köln                 |
| 29.05.2017–02.06.2017 | 1124–1128 | Fashion Lover – Sei der Hingucker in deiner neuen Sommerjacke!                                                                  | Leipzig              |
|                       |           | |                      |

## Promi Shopping Queen
Wegen des Erfolgs der Sendung wurde der Ableger Promi Shopping Queen eingeführt, der mit (meistens) vier prominenten Kandidaten in unregelmäßigen Abständen im Wechsel mit dem perfekten Promi-Dinner, Grill den Henssler und Kitchen Impossible im Sonntagabendprogramm ausgestrahlt wird. Das Konzept gleicht der regulären Version, jedoch nehmen vier, seit 2017 nur noch drei statt fünf Personen teil. Das Preisgeld wird wohltätigen Organisationen gespendet.

### Ausstrahlung
Zum Start der zweiten Staffel von Shopping Queen zeigte VOX am 22. April 2012 Promi Shopping Queen zum ersten Mal. Im August und Dezember 2012 gab es zwei weitere Folgen, seit Januar 2013 wird mindestens eine pro Monat ausgestrahlt.

### Teilnehmer
| Erstausstrahlung | Motto | Prominente, Punkte 1                                                                                             | Ort(e)                                                                |
| 22. April 2012 | Style Dich für ein Date mit George Clooney                                                                                         | Fiona Erdmann (28), Gerit Kling (34), Fernanda Brandão (29) und Natascha Ochsenknecht (34)                       | Berlin                                                                |
| 19. August 2012 | Herzklopfen! Style Dich für das erste Date mit Deinem Schwarm!                                                                     | Sandy Mölling (32), Marijke Amado (38), Gülcan Kamps (32) und Isabel Varell (35)                                 | Koblenz, Lanaken, Meerbusch, Köln-Neustadt-Süd                        |
| 16. Dezember 2012 | Schwiegermutteralarm! Heute lernst Du Deine Schwiegereltern kennen                                                                 | Giulia Siegel, Anja Lukaseder, Verena Kerth und Ramona Leiß                                                      | München                                                               |
| 13. Januar 2013 | Jahrestag! – Verzaubere Deinen Liebsten                                                                                            | Panagiota Petridou (27), Tanja Szewczenko (29), Dolly Buster (30), und Andrea Göpel (28)                         | Rheinland/Ruhrgebiet                                                  |
| 3. Februar 2013 | Showdown mit der Ex! Zeige Deinem Mann, dass Du an seine Seite gehörst!                                                            | Uschi Disl (30), Gitta Saxx (34), Liliana Matthäus (27) und Kim Gloss (31)                                       | München                                                               |
| 24. Februar 2013 | Prinzessin gesucht – Style Dich für einen Empfang beim Hochadel!                                                                   | Georgina Bülowius, Katy Karrenbauer, Kate Hall und Anouschka Renzi                                               | Berlin                                                                |
| 3. März 2013 | Klassentreffen – Beeindrucke Deine alten Schulfreunde!                                                                             | Alida Kurras, Anne-Sophie Briest, Mariella Ahrens und Shermine Shahrivar                                         | Berlin und Umland                                                     |
| 14. April 2013 | First Love! Style Dich für ein Wiedersehen mit Deiner ersten großen Liebe!                                                         | Magdalena Brzeska, Marie Nasemann, Kriemhild Siegel und Alexandra Polzin                                         | München                                                               |
| 5. Mai 2013 | Für immer und ewig – Feiere Deine Traumhochzeit auf Mallorca! 2                                                                    | Claudia Effenberg, Anna-Maria Zimmermann, Kristina Bach und Nina Kristin                                         | Mallorca                                                              |
| 16. Juni 2013 | Femme Fatale – Wickle Deinen Mann um den Finger!                                                                                   | Jessica Stockmann (32), Ingrid van Bergen (31), Bahar Kizil (25) und Charlotte Karlinder (16)                    | Hamburg                                                               |
| 7. Juli 2013 | Sexy Po! Rücke Dein Hinterteil ins Rampenlicht!                                                                                    | Roswitha Schreiner, Lucy Diakovska, Froonck Matthée und Senna Gammour                                            | Berlin-Schöneberg, -Charlottenburg, -Prenzlauer Berg, -Friedrichshain |
| 1. September 2013 | Marlene Dietrich oder Lady Gaga – Style Dich wie eine Stilikone!                                                                   | Lorielle London (36), Anna Heesch (31), Eva Habermann (27) und Nina Bott (37)                                    | Hamburg                                                               |
| 8. September 2013 | Trauzeugin gesucht! Dein perfektes Outfit neben der Braut                                                                          | Caroline Beil (31), Jasmin Wagner 3 (31), Barbara Engel (32) und Xenia Seeberg (37)                              | Berlin-Charlottenburg, -Mitte, -Kreuzberg, -Charlottenburg            |
| 22. September 2013 | O’zapft is! Sei der Hingucker im Biergarten                                                                                        | Diana Herold (34), Davorka Tovilo (32), Doreen Dietel (33) und Jochen Bendel (32)                                | Schwabach, München-Schwabing, Münchner Altstadt                       |
| 17. November 2013 | Sexy Dekolleté – Setz’ Deine Weiblichkeit in Szene!                                                                                | Enie van de Meiklokjes (35), Bonnie Strange (Model) (37), Bettina Cramer (38) und Anastasia Zampounidis (34)     | Berlin-Friedrichshain, Berlin, Berliner Umland, Berlin-Kreuzberg      |
| 8. Dezember 2013 | Kuschelabend vor dem Kamin! | Anja Schüte, Melissa Ortiz-Gomez, Isabell Horn und Peer Kusmagk                                                  | Berlin, Hamburg                                                       |
| 12. Januar 2014 | Stiefelette, Stiefel oder Bootie – Kreiere den perfekten Look zu Deinem neuen Lieblingsschuh!                                      | Melanie Müller (29), Franziska Traub (32), Senta-Sofia Delliponti (32) und Manuel Cortez (33)                    | Leipzig-Plagwitz, Berlin-Neukölln, -Charlottenburg, Berlin            |
| 9. Februar 2014 | Blind Date! Heute triffst Du Deinen Schwarm zum ersten Mal!                                                                        | Nina Moghaddam (35), Sandra Thier (30), Natalie Horler (30) und Jenny Elvers (35)                                | Köln, Bonn, Rheinbach                                                 |
| 16. Februar 2014 | Sag ja! Style dich für deine Traumhochzeit! 2                                                                                      | Maxi Biewer, Isabell Hertel, Gisela Muth (Kosmetikproduzentin) und Ross Antony                                   | Köln und Umgebung                                                     |
| 2. März 2014 | Frauen an die Macht! Michelle Obama oder Carla Bruni – Style Dich als First Lady                                                   | Iris Klein (31), Ira Meindl (26), Sophia Vegas (26) und Claudelle Deckert (32)                                   | Ludwigshafen am Rhein, Köln-Neuehrenfeld, Düsseldorf, Düsseldorf      |
| 16. März 2014 | Sei der Wedding Crasher auf der Hochzeit Deiner Ex-Freundin!                                                                       | Carsten Spengemann (24), Mathieu Carrière (22), Paul Janke und Rocco Stark (27)                                  | Hamburg, Berlin                                                       |
| 25. Mai 2014 | Mit Liebe zum Detail – Setze ein Statement mit Deinem neuen Lieblingsschmuck                                                       | Daisy Dee (35), Rolf Scheider (33), Yvonne de Bark (36) und Juliette Schoppmann (22)                             | Berlin, Rösrath, Köln                                                 |
| 6. Juli 2014 | Luftig, leicht und trendy – Werde zum Hingucker auf der Beachparty!                                                                | Verena Wriedt (33), Angelina Heger (30), Gabriella De Almeida Rinne (32) und Jimi Blue Ochsenknecht (30)         | Berlin-Lankwitz, Berlin-Tegel, Berlin-Tiergarten, Berlin              |
| 31. August 2014 | Unschuldig war gestern! Zeige, was Weiß alles kann!                                                                                | Jessica Wahls, Hanka Rackwitz, Felix von Jascheroff und Annemarie Eilfeld                                        | Leipzig, Berlin                                                       |
| 14. September 2014 | Blickfang Beine! – Zeige, was ein Sommeroutfit alles kann                                                                          | Kathy Kelly (31), Linda Teodosiu (37), Kelly Trump (35) und Michael Wendler (32)                                 | Köln, Dinslaken                                                       |
| 28. September 2014 | Modetrend Rot – Werde zum Blickfang in der neuen Herbstfarbe!                                                                      | Mona Stöckli (32), Massimo Sinató (34), Valea Katharina Scalabrino (28) und Brigitte Nielsen (30)                | Mannheim-Neckarstadt, Mannheim, Berlin-Hermsdorf, Berlin              |
| 11. Januar 2015 | Neu interpretiert! – Setze Dein Lieblingsteil gekonnt in Szene!                                                                    | Alexandra Kamp, Mirja du Mont, Simon Gosejohann und Sonya Kraus (35)                                             | Hamburg                                                               |
| 15. Februar 2015 | Morgens Business, abends Party – Präsentiere ein Outfit, das sich im Handumdrehen auf dem Laufsteg verändern lässt                 | Erika Berger, Susan Sideropoulos, Aleks Bechtel und Ute Lemper                                                   | Dresden (Heimatstadt von keiner der Teilnehmerinnen)                  |
| 22. Februar 2015 | Pärchen-Spezial: Fake oder echt? Kreiere ein Outfit um ein It-Piece aus Leder! 2                                                   | Willi Herren & Jana, Alexander Posth & Angelina, Anna Hofbauer & Marvin und Natascha Ochsenknecht & Umut Kekilli | Köln, Berlin                                                          |
| 15. März 2015 | Leder, Seide oder gemustert! Kreiere einen Look um das It-Piece Jogginghose!                                                       | Jessica Kastrop, Janina Youssefian, Sandra Speichert und Désirée Nick                                            | München, Berlin                                                       |
| 12. April 2015 | Tanzen bis zum Morgengrauen! Style dich für eine Partynacht auf Mallorca!                                                          | Kim Gloss, Nela Lee, Costa Cordalis und Loona                                                                    | Mallorca                                                              |
| 21. Juni 2015 | Königliches It-Piece – Zeig' der Queen, wie stylish ein Kopftuch sein kann!                                                        | Caroline Beil, Monica Ivancan, Maren Gilzer und Jana Ina Zarrella                                                | Düsseldorf                                                            |
| 5. Juli 2015 | Hochzeit in Las Vegas! Style Dich für Deine Traumhochzeit!                                                                         | Ria Schenk, Isabel Edvardsson, Wilson Gonzalez Ochsenknecht und Heike Kloss                                      | Berlin und Hamburg                                                    |
| 30. August 2015 | Herausforderung Turnschuh! Präsentiere ein Outfit um DAS momentane It-Piece: Schneeweiße Turnschuhe!                               | Susen Tiedtke, Eva Habermann, Julian F. M. Stoeckel und Ulla Kock am Brink                                       | Berlin                                                                |
| 13. September 2015 | Hot, hotter, Jeans! Präsentiere den momentan super angesagten „Total-Denim-Look“!                                                  | Fernanda Brandão, Sarah Nowak, Tanja Bülter und Jens Hilbert                                                     | Berlin und Hamburg                                                    |
| 20. September 2015 | Silber, Gold, Bronze – Zeige uns, wie schön Metall-Optik sein kann!                                                                | Simone Ballack, Sabrina Setlur, Alessandra Meyer-Wölden und Christine Neubauer                                   | Nürnberg („Promi Shopping Queen on Tour“)                             |
| 4. Oktober 2015 | Gib Stoff! Zeige, wie sexy die neuen It-Pieces – Jumpsuits – getragen werden können                                                | Sara Kulka, Sandra Schneiders, Regina Halmich und Sarah Kern                                                     | Leipzig, Berlin und München                                           |
| 10. Januar 2016 | Schnapp' Dir ein Teil Deines Mitstreiters und kombiniere es zu Deinem perfekten Outfit!                                            | Silvia Schneider, Larissa Marolt, Maja von Hohenzollern und Thomas M. Held                                       | Linz, Klagenfurt und Berlin                                           |
| 10. April 2016 | Gib Gummi! Ob kunterbunt, unifarben, kniehoch oder flach – Setze dem Gummistiefel ein modisches Denkmal!                           | Katja Burkard, Ralph Morgenstern, Nova Meierhenrich und Tina Ruland                                              | Köln, Berlin und Hamburg                                              |
| 14. August 2016 | Aus Schrott wird Hot: Kreiere Deinen neuen Lieblingslook aus einem modischen Fehlgriff!                                            | Anna Maria Kaufmann, Giulia Siegel, Hakim-Michael Meziani und Lady Bitch Ray                                     | München und Hamburg                                                   |
| 21. August 2016 | Style ein Outfit rund um eine extravagante Sonnenbrille und sei so der sexy Hingucker!                                             | Mimi Fiedler, Cindy Berger, Annabelle Mandeng und Sarah Knappik                                                  | Kronberg im Taunus, Saarbrücken und Berlin                            |
| 28. August 2016 | Punk's not dead! Ob Nieten, Leder oder zerrissene Jeans – versetze den Punk-Look in die Moderne!                                   | Guildo Horn, Tanja Wenzel, Kate Hall und Anna Thalbach                                                           | Trier, Berlin                                                         |
| 11. September 2016 | Accessoire Handschuhe: Ob lang oder kurz – Kreiere einen Look um das praktische, aber auch elegante Kleidungsstück!                | Christina Lugner 4, Marusha, Senna Gammour und Manuela Wisbeck                                                   | Wien, Berlin                                                          |
| 18. September 2016 | Ballnacht in Wien: Ob elegant oder extravagant – Sei das modische Highlight des Abends                                             | Raúl Richter, Sophie Hermann (It-Girl), Ireen Sheer und Mirjam Weichselbraun                                     | Wien                                                                  |
| 25. September 2016 | Crazy but cool! Kombiniere verschiedene Muster zu einem stilvollen Outfit!                                                         | Tanja Schumann, Anna Heesch, Nino de Angelo und Joelina Drews                                                    | Hamburg, Münster                                                      |
| 2. Oktober 2016 | Ob Beine, Po oder Dekolleté: Setze Deine Schokoladenseite gekonnt in Szene!                                                        | Oti Mabuse, Margarethe Schreinemakers, Wolke Hegenbarth und Hella von Sinnen                                     | Düsseldorf                                                            |
| 11. Dezember 2016 | Zip it Up – ziehe mit einem ungewöhnlichen Reißverschluss alle Blicke auf dich!                                                    | Milka Loff Fernandes, Britt Hagedorn, Nina Vorbrodt und Michaela Schaffrath                                      | München                                                               |
| 28. Mai 2017 | Drunter und drüber – style sexy Wäsche sichtbar!                                                                                   | Janine Kunze, Sarah Lombardi und Motsi Mabuse                                                                    | Frankfurt am Main, Köln                                               |
| 4. Juni 2017 | Raffinierter Einblick – Zeige Haut mit Deinem neuen Cut-Out-Look!                                                                  | Dorkas Kiefer, Liz Baffoe, Jana Pallaske und Sonja Kirchberger                                                   | Köln                                                                  |
| 11. Juni 2017 | Klassiker neu interpretiert: Zeige, wie stylisch ein Kostüm oder Anzug sein kann!                                                  | Betty Taube, Britta Steffen, Isabel Varell und Jürgen Milski                                                     | Potsdam, Berlin, Köln                                                 |
| 18. Juni 2017 | Feuer, Wasser, Erde, Luft: Interpretiert die vier Elemente mit Euren ausdrucksstarken Looks auf modische Art                       | Tanja Tischewitsch, Annica Hansen, Sophia Vegas und Barbara Engel                                                | Köln, Düsseldorf, Berlin                                              |
| 25. Juni 2017 | Aus Basic wird Trend: Zeige, was man aus einem weißen T-Shirt alles machen kann!                                                   | Rabea Schif, Dunja Rajter, Kim Hnizdo und Mariella Ahrens                                                        | Frankfurt, Berlin                                                     |
| 23. Juli 2017 | Mut zur Farbe! Finde einen Multi-Colour-Look, der auf Weiß, Schwarz und Grau verzichtet!                                           | Hana Nitsche, Yasmina Filali, Evelyn Weigert und Julia Dietze                                                    | Bremen                                                                |
| 30. Juli 2017 | Die neue Woll-Lust: Bringe Strick optimal zur Geltung!                                                                             | Annett Möller, Jasmin Taylor, Dagi Bee und Leonard Freier                                                        | Köln, Düsseldorf, Berlin                                              |
| 10. September 2017 | Glänzend aufgelegt! Kreiere ein stilvolles Outfit rund um Pailletten, Glitzer und Strass!                                          | Daniela Katzenberger, Angelina Kirsch und Esther Schweins                                                        | Mallorca, Hamburg                                                     |
| 17. September 2017 | Hot Summer! Stylt Euch für die heißesten Beach-Parties der Welt!                                                                   | Charlotte Würdig, Claudia Effenberg und Nina Moghaddam 5,                                                        | München, Köln, Berlin                                                 |
| 7. Januar 2018 | Gar nicht kleinkariert – Kreiere den perfekten Look rund um Karos!                                                                 | Marlene Lufen, Jörg Knör 6 und Jessica Paszka                                                                    | Berlin, Köln                                                          |
| 14. Januar 2018 | Ich sehe ROT – Kreiere einen stylischen Look komplett in Rot!                                                                      | Sabia Boulahrouz, Susi Kentikian und Jekaterina Leonowa                                                          | Hamburg, Köln                                                         |
| 8. Juli 2018 | Auf Samtpfoten – Kreiere einen stylischen Look rund um Samt!                                                                       | Aleksandra Bechtel, Iris Mareike Steen und Andrea Fürstin von Sayn-Wittgenstein                                  | Köln, Berlin                                                          |
| 15. Juli 2018 | Ob vorne, hinten oder seitlich – Zeige Haut mit einem raffinierten Ausschnitt!                                                     | Barbara Becker, Miriam Höller und Anne-Sophie Briest                                                             | Berlin, Düsseldorf                                                    |
| 22. Juli 2018 | Ob Knallfarben, Pastell oder Mustermix – Sei der Hingucker in den aktuellen Farbtrends!                                            | Lilly Becker, Shermine Shahrivar und Riccardo Simonetti                                                          | Hamburg, Köln                                                         |
| 29. Juli 2018 | Crazy Heels – Lasse Deine neuen Heels zum absoluten Blickfang Deines Looks werden!                                                 | Luna Schweiger, Oana Nechiti und Mareile Höppner 7                                                               | Hamburg, Köln                                                         |
| 6. Januar 2019 | Wie immer geht es um Lage, Lage, Lage – Zeige, was der neue Layering-Look alles kann!                                              | Angela Finger-Erben, Nikeata Thompson und Mimi Fiedler                                                           | Hamburg, Köln                                                         |
| 14. April 2019 | Kleider machen Leute – Ob lang, midi oder kurz, ein Kleid muss es sein!                                                            | Shawne Fielding 8, Evelyn Burdecki und Jenny Elvers                                                              | Zürich, Düsseldorf, Berlin                                            |
| 21. April 2019 | Fashion mit Durchblick – Kombiniere transparente Stoffe zu einem aufregenden Look                                                  | Mirja du Mont, Jennifer Knäble und Suzan Odonkor (Ehefrau von David Odonkor)                                     | Hamburg, Köln, Düsseldorf                                             |
| 28. April 2019 | Mädels haben die Hosen an! Ob Culotte, Trackpants oder Paperbag – Kreiert einen stylischen Look rund um die neuen Must-Have-Hosen! | Anja Kruse, Joyce Ilg und Marie Amière                                                                           | München, Hamburg, Köln                                                |
| 2. Juni 2019 | Wild Wild West! Von Fransen bis zu Lederweste und Cowboy-Boots – Kreiere einen Look im angesagten Wild-West-Look!                  | Bella Lesnik, Rosalie van Breemen und Toni Loba                                                                  | Köln, Sylt, Stuttgart                                                 |
| 9. Juni 2019 | Luxusstrümpfe im Mittelpunkt! Ob wild gemustert, raffiniert durchbrochen oder bunt glitzernd – Die Strumpfhose gibt den Look vor!  | Patricia Blanco, Klaudia Giez (Model) und Claudia Obert                                                          | Düsseldorf, Berlin, Hamburg                                           |
| 16. Juni 2019 | Think big! Ob Pullover, Shirt, Mantel oder Hose – Oversize muss sein!                                                              | Gitta Saxx, Cheyenne Ochsenknecht und Isabell Polak 9                                                            | Berlin                                                                |
| 23. Juni 2019 | Go Wild! Zeige, was der angesagte Animal Print diese Saison alles kann!                                                            | Cale Kalay, Nadine Menz und Larissa Marolt                                                                       | Köln, München, Klagenfurt                                             |
| 30. Juni 2019 | Muster Mania – Egal ob Scarf Print, Batik oder Glencheck – Zeige, wie aufregend die angesagten Muster sind!                        | Elna-Margret Prinzessin zu Bentheim, Valentina Pahde und Sabrina Setlur                                          | Köln, Berlin, Frankfurt am Main                                       |
| 7. Juli 2019 | Grell, greller, Neon! Sei der Hingucker im knalligsten Farbtrend des Jahres!                                                       | Miriam Lange, Oksana Kolenitchenko (Doku-Soap-Darstellerin, zuvor DSDS-Kandidatin) und Anouschka Renzi           | Düsseldorf, Berlin                                                    |
| 14. Juli 2019 | Shine On – kreiere einen Look mit fließenden Stoffen wie Satin oder Seide                                                          | Melissa Khalaj, Nadine Klein und Senna Gammour                                                                   | Berlin                                                                |
| 28. Juli 2019 | Pärchen-Spezial: Perfect Match! Zeigt, dass Ihr als Paar jeder Situation gewachsen seid!                                           | Ingo Appelt & Sonja, Joey Heindle & Ramona und Bonnie Strange & Boris                                            | Berlin                                                                |
| 4. August 2019 | Casino Royale – Beweise mit Deinem Outfit ein glückliches Händchen!                                                                | Verona Pooth, Jasmin Wagner und Eva Brenner                                                                      | Hamburg, Düsseldorf                                                   |
| 5. Januar 2020 | Blickfang Haare – Finde einen passenden Look rund um Deine aufregende Frisur!                                                      | Ulrike Frank, Johanna Klum und Panagiota Petridou                                                                | Berlin, Düsseldorf                                                    |
| 2. Februar 2020 | Weiß ist heiß! Zeige, wie aufregend ein Outfit in weiß sein kann!                                                                  | Angelina Heger 10, Sabrina Mockenhaupt und Sophia Vegas                                                          | Berlin, Stuttgart                                                     |
| 1 Die Gewinner sind fett geschrieben 2 Das Budget betrug jeweils 1000 Euro 3 Die Shopping-Begleitung war Ronja Hilbig 4 Die Shopping-Begleitung war Florian Wess 5 Die Shopping-Begleitung war Natalie Horler 6 Die Shopping-Begleitung war Anna Heesch 7 Die Shopping-Begleitung war Jo Weil 8 Die Shopping-Begleitung war Patrick Schöpf 9 Die Shopping-Begleitung war Jochen Schropp 10 Die Shopping-Begleitung war Sebastian Pannek | | |                                                                       |

## Auszeichnungen
- 2014: Deutscher Fernsehpreis für „Bestes Dokutainment“[7]